# Josep Altimira i Miramon
Josep Altimira i Miramon, conegut amb el nom artístic d'Oxymel i Llamp, (Barcelona, 16 de maig de 1889 - Barcelona, 14 de març de 1944) fou un Il·lustrador i animador català.

## Trajectòria
Va néixer al carrer de l'Hospital de Barcelona, fill d'Emili Altimira i Godfroy, natural de Sentmenat i fill del guitarrista i lutier Agustí Altimira i Codina, i de Carolina Marimon i Segú, natural de Barcelona.
Va començar a dibuixar a revistes de principis del segle xx com ara l'Esquella de la Torratxa, La Traca i La Tuies. Els seus dibuixos, marcadament antifeixistes i satírics, li van portar problemes amb els successius règims dictatorials. Com a exemple d'això, trobem el pessebre que va dibuixar per al número 2.995 de l’Esquella de la Torratxa, en el qual Franco fa de Verge Maria i és mare d'un nadó que personifica el feixisme. La revista El Nandu de Llofriu, per a la qual va treballar sovint, li va dedicar un article com un dels dibuixants més emblemàtics en el número 45, del qual va dibuixar la portada. També va ser assidu col·laborador en diverses publicacions de l'editorial Sanxo, de Joan Sanxo i Farrerons.
Com a animador va treballar als estudis dels germans Baguñà Dibujos Animados Chamartín després de la guerra del 36. Va participar en la sèrie protagonitzada per Don Cleque, un personatge creat per Francesc Tur, animant-ne alguns episodis. També va participar amb alguna historieta a la revista animada Grabatos Tururut (1942-1943) i el trobem al departament de fons a la sèrie dirigida per Josep Escobar i protagonitzada pel brau Civilón.
Reprenent la seva tasca com a dibuixant, cal tenir en compte que va haver d'anar als tribunals durant la dictadura de Primo de Rivera i un cop acabada la guerra pels seus dibuixos i caricatures de Francisco Franco. Durant la dura repressió del franquisme, va acabar posant-se al servei de la milícia per salvar la vida i la de la seva família. Va morir poc després, el 14 de març de 1944.